# Pseudocephalini
Pseudocephalini es una tribu de coleópteros crisomeloideos de la familia Cerambycidae.

## Géneros
Tiene los siguientes géneros:
- Cyclocranium van der Poll, 1891
- Formicomimus Aurivillius, 1897
- Pseudocephalus Newman, 1842
- Myrmeciocephalus Vives, 2012